# Георгій Пиринський
Георгій Георгієв Пиринський (болг. Георги Георгиев Пирински; нар. 10 вересня 1948, Нью-Йорк, США) — болгарський економіст і політик. Один із лідерів Болгарської соціалістичної партії (БСП).

## Життєпис
Його батько, Георгій Николов Пиринський, на початку 1920-х років був активним комуністичним діячем, серед іншого, він брав участь у спробі перевороту 1923 року. Побоюючись репресій, він вирушив до Сполучених Штатів, батьківщини його дружини Поліни (хорватської єврейки), викладачки англійської мови у Софійському університеті. 1953 року родину депортували зі США. Його син, Георгій Пиринський, народився у Нью-Йорку. Він був випускником англомовної школи у Софії (1966) і факультету зовнішньої торгівлі Вищої школи економіки ім. Карла Маркса (1972).
Георгій Пиринський 1969 року приєднався до Болгарської комуністичної партії (БКП). З 1974 року протягом двох років він був радником міністра зовнішньої торгівлі і віцепрем'єр-міністра Георгі Луканова. 1980 року він був призначений заступником міністра, ставши наймолодшим членом уряду. Виконував обов'язки протягом трьох послідовних урядів на чолі зі Станко Тодоровим, Грішею Філіповим і Георгієм Атанасовим. 1989 року призначений на посаду заступника прем'єр-міністра без портфеля в уряді Георгія Атанасова. Від імені БПК брав участь у круглому столі, що в лютому 1990 року призвів до падіння уряду. Георгій Пиринський повернувся на посаду заступника прем'єр-міністра у листопаді того ж року в уряді Андрея Луканова, який, однак, функціонував лише протягом місяця.
Після падіння комунізму в Болгарії був одним із головних ініціаторів трансформації БПК у Болгарську соціалістичну партію (БСП). До 2005 року він входив до керівництва БСП. У січні 1995 року він увійшов до уряду Жана Віденова, першого лівого уряду після 1990 року, змінивши на посаді міністра закордонних справ Івана Станчова. Він пішов у відставку у листопаді 1996 року, за місяць до кінця терміну Народних зборів. Був членом парламенту з 1990 до 2013 року, після перемоги соціалістів на виборах 2005 року, Пиринський був головою парламенту. Через чотири роки, коли Болгарська соціалістична партія посіла друге місце на виборах 2009 року, його змінила Цецка Цачева, і він обійняв посаду віцеголови Народних зборів.
2014 року Георгій Пиринський отримав мандат депутата Європейського парламенту від Коаліції за Болгарію.